# Allen West
Pour les articles homonymes, voir Allen West (homonymie) et West.
Allen Tarwater West (né le 2 août 1872 et mort en août 1952) est un joueur américain de tennis, médaillé de bronze aux Jeux olympiques d'été de 1904 à Saint-Louis en double messieurs avec Joseph Wear.

## Palmarès (partiel)

### Médaille en double
|   | Date | Nom et lieu du tournoi             | Cat.    | Surf.        | Partenaire  | Finalistes                    | Score   |
| 1 | 1904 | Jeux olympiques d'été, Saint-Louis | Olympic | Terre (ext.) | Joseph Wear | Clarence Gamble · Arthur Wear | Partage |